# Galeazzo Bignami
Galeazzo Bignami, né le 25 octobre 1975 à Bologne, est un avocat et un homme politique italien.

## Biographie
Suivant les traces de son père Marcello (1943-2006), figure régionale de la droite post-fasciste (conseiller municipal de Bologne, conseiller régional d'Émilie-Romagne, dirigeant local du MSI puis de l'Alliance nationale), il s'engage en politique dès l'adolescence, adhérant au Front de la jeunesse (branche jeunesse du MSI) à l'âge de 14 ans. À 17 ans, il devient secrétaire régional du Front universitaire d'action nationale (branche universitaire du MSI). Dirigeant national de l'Action universitaire en 1996, il est nommé secrétaire régional de l'Azione Giovani, la branche jeunesse de l'Alliance nationale, en 2001.

### Mandats locaux
À l'âge de 18 ans, il est élu conseiller de quartier, puis conseiller municipal de Bologne en 1999 pour l'Alliance nationale. Il est réélu en 2004.
En 2009, il adhère au Popolo della Libertà et, après la dissolution du conseil municipal de Bologne consécutif à la démission de Flavio Del Bono, il se présente aux élections régionales de 2010 et est élu conseiller régional. En 2013, il adhère à Forza Italia. Il est réélu conseiller régional en 2014.

### Mandats nationaux
Lors des élections législatives de 2018, il est élu député sur la liste de Forza Italia et abandonne son siège de conseiller régional. En 2019, il adhère à Fratelli d'Italia. Tête de liste pour ce parti en Émilie-Romagne, il est réélu aux élections de 2022. Le 31 octobre, il est nommé vice-ministre des Infrastructures et de la Mobilité soutenable dans le gouvernement de Giorgia Meloni.

### Controverse
Une photo de 2005 le représentant avec une chemise noire et un brassard orné d'une croix gammée nazie suscite l'indignation. Il se défend en parlant d'un évènement privé[pas clair] et en précisant : «pour moi, le nazisme est le mal absolu».